# Damian Kulash
Damian Joseph Kulash Jr. (Washington D. C., Estados Unidos, 7 de octubre de 1975) es el vocalista y guitarrista de la banda de rock estadounidense OK Go.

## Inicios
Nacido en Washington D. C., Estados Unidos, Kulash se graduó en la San Albans School en 1994, y más tarde en la Universidad Brown en 1998. El nombre de la familia era originalmente "Kulas» cuando sus bisabuelos vivían en Polonia.
Mientras estudiaba en la Universidad Brown, Kulash formó parte de al menos tres bandas: A La Playa, Chinchile Calixto y Square. En su último año de universidad lanzó tres discos: un álbum experimental de versiones de canciones de Elvis para su proyecto de final de carrera, un EP de cinco canciones con su banda de pop electrónico Square titulado Appendices, y una colección de más de una docena de grabaciones y temas compuestos durante su estancia en la universidad, incluyendo canciones en solitario, colaboraciones con amigos, proyectos de clase, experimentos de estudio y algunas demos de bandas anteriores.
El álbum Appendices incluye grabaciones originales de «Bye Bye Baby», canción que más tarde fue regrabada para disco debut de OK Go, y cuatro canciones de un EP que nunca terminó de grabar con su banda de punk, A La Playa.
En mayo de 1998, Weston Kulash ganó un premio de composición musical en la Universidad de Brown.

## Carrera musical
Como resultado de los cursos que tomó sobre música electrónica, Kulash se interesó en la más alta producción. Después de graduarse en Brown, Kulash se mudó a Chicago, y no fue hasta 1998 cuando formó oficialmente OK Go. Después de tocar en Chicago y sus apariciones en esta vida americana NPR, OK Go firmó un contrato con Capitol Records. Han publicado cuatro álbumes: OK Go, Oh No, Of the blue colour of the sky y Hungry Ghosts. Antes de esto, en 1996, formaba parte de una banda llamada Calixto Chinchile en la que tocó una primera versión de la canción de OK Go «Hello My Treacherous Friends».
Kulash fue muy influenciado por muchas bandas del área de Washington D. C., como Fugazi, Ted Leo and the Pharmacists y The Dismemberment Plan. También es fan de la música post-hardcore y el indie rock. Además de sus trabajos con OK Go, Kulash ha hecho un sencillo perteneciente al álbum Of the blue colour of the sky, «Last Leaf», del que más tarde hizo un vídeo musical. Además, ha afirmado que su vídeo favorito es «Back from the Kathmandú», grabado en la capital de Nepal, Kathmandú.